# Dobro Polje (gmina Boljevac)
Dobro Polje (cyr. Добро Поље) – wieś w Serbii, w okręgu zajeczarskim, w gminie Boljevac. W 2011 roku liczyła 305 mieszkańców.